# King of the Surf Guitar
King of the Surf Guitar é o segundo álbum do guitarrista de surf rock estadunidense Dick Dale. Gravado juntamente com sua banda (Dick Dale & His Del-Tones) o álbum é composto por algumas músicas compostas pelo guitarrista, e algumas covers.
Em 2010, o álbum foi relançado no Brasil com o selo Sundazed Records, nos formatos, CD, download digital, e em vinyl.

## Faixas
1. "King of the Surf Guitar" (Alonzo Willis) – 2:06
2. "The Lonesome Road" (Nathaniel Shilkret, Gene Austin) – 3:14
3. "Kansas City" (Jerry Leiber, Mike Stoller)– 2:43
4. "Dick Dale Stomp" (Dick Dale) – 2:12
5. "What'd I Say" (Ray Charles) – 3:24
6. "Greenback Dollar" (Hoyt Axton, Ken Ramsey) – 2:52
7. "Hava Nagila" (Dick Dale) – 2:04
8. "You Are My Sunshine" (Jimmie Davis, Charles Mitchell) – 1:58
9. "Mexico" (Boudleaux Bryant) – 2:10
10. "Break Time" (Dick Dale) – 2:45
11. "Riders in the Sky" (Stan Jones) – 2:11
12. "If I Never Get to Heaven" (Jenny Lou Carson, Roy Botkin) – 2:55

## Créditos Musicais
- Dick Dale – guitarra líder
- The Blossoms – back vocals
- Art Munson – guitarra
- Rene Hall – guitarra
- Glen Campbell – guitarra
- Barney Kessell – guitarra
- Nick O'Malley – guitarra
- Ray Sambra – baixo
- Bryan Dietz – baixo
- Leon Russell – piano
- Bill Barber – piano
- Hal Blaine – baterias
- Jack Lake – baterias
- Jerry Stevens – baterias
- Jerry Brown – saxofone
- Lee Farrell – saxofone
- Larry Gillette – saxofone
- Risdon Gwartney – saxofone
- Barry Rillera – saxofone
- Armon Frank – saxofone